# Aegithina nigrolutea
La iora coliblanca (Aegithina nigrolutea) es una especie de ave paseriforme de la familia Aegithinidae que vive en la India y Sri Lanka.

## Descripción
La iora coliblanca mide alrededor de 14 cm de largo, y tiene un pico recto y puntiagudo. El plumaje de su espalda es verdoso y sus alas y cola tienen plumas negras con bordes blancos de extensión variable, aunque las partes inferiores de su cola y alas son blancas, también es blanco su obispillo. Las hembras y los machos fuera de la época de cría tienen la cabeza y el resto del cuerpo de color amarillo verdoso, mientras que los machos en época reproductiva tienen el píleo y la nuca negros, y la garganta, cuello y pecho de color amarillo intenso.
Se diferencia de la iora común porque esta no tiene ninguna parte blanca en la cola, y porque la iora coliblanca tiene las alas y la cola más cortas, con los bordes blancos de las plumas terciarias más anchos, especialmente en las puntas, además el pico de la iora coliblanca es más corto que el del iora común de cualquier parte de la India. Sus cantos también son diferentes.

## Distribución y hábitat
Esta especie se encuentra principalmente en las regiones del noroeste de la India, aunque también aparece en el sur de la India y Sri Lanka. Su hábitat preferido son las zonas de matorral secas.

## Comportamiento
Cría entre julio y agosto, y anida en los matorrales bajos